# اللغويات السياسية

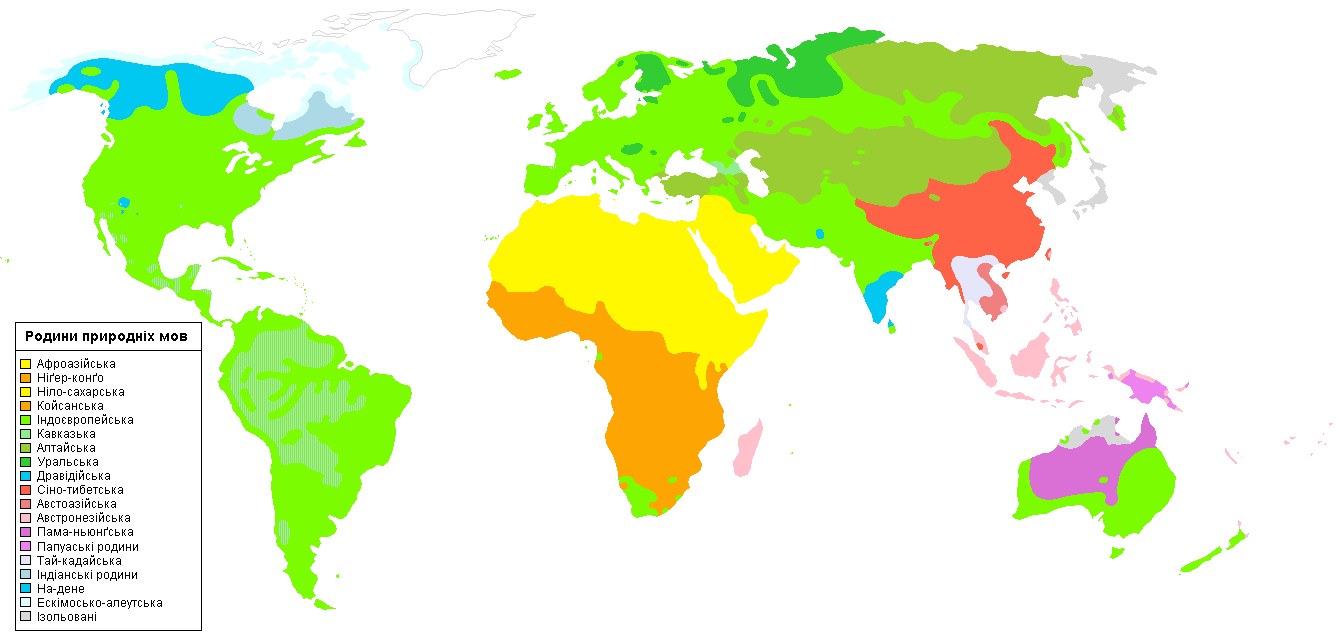
عائلات اللغات البشرية

اللغويات السياسية هي دراسة العلاقات بين اللغة والسياسة. تُستخدم اللغة كوسيلة لصياغة حالة وتشرَّع بطرق مختلفة تساعد في تحقيق أهداف سياسية. تتيح اللغة لأعداد كبيرة من البشر بأن يتواصلوا مع بعضهم بعضًا في نطاق واسع مما يؤدي إلى صياغة حالة. ونظرًا إلى أن اللغة تشكل أساس التواصل، تكون السياسة بذلك خاضعة لتأثير اللغة. 
للغويات السياسية فاعلية. ومن أجل أن تنتاب الجماهير مشاعر إيجابية حيال حزب ما، سيصوغ أحد السياسيين بحذر بيانه من أجل إقناع القارئ بموثوقيته. وبذلك ستكون الأحزاب السياسية هذه جزءًا من نظام التواصل بين الدولة والمحكومين، الأمر الذي يساعد على التأثير في الآراء وفي سلطتهم أيضًا. وهكذا تكون اللغويات السياسية أداة إقناع في السياسة، ولا سيما في الخطابات والحملات. عند دراسة اللغويات السياسية، بوسع المرء أن يتنبّه إلى تأثير الشعارات ووسائل الإعلام والمناظرات والبروباغندا في إقناع الأفراد بالقيم والهويات. 
هناك علاقات قوية بين اللغويات السياسية واللغويات الاجتماعية واللغة الإعلامية.
اللغويات السياسية منفصلة عن السياسة اللغوية أو سياسة اللغة، التي تشير إلى سياسات اللغة بحد ذاتها. ترتبط اللغة بالهوية الإثنية والثقافية والوطنية، ولذلك فإن الطريقة التي تُستخدم بها اللغة وتفكك من خلالها هي طريقة سياسية ويمكن أن تستخدم لتحقيق مكاسب سياسية.

## استراتيجيات ضمن الخطاب السياسي
لا يمكن فصل اللغة عن المجال السياسي. إذ يمكن استخدامها في استراتيجيات للتأثير على فكر عامة الشعب.
يتعلق الخطاب السياسي ب«بنصوص وخطابات السياسيين المحترفين أو المعاهد السياسية، كالرؤساء ورؤساء الحكومات وأعضاء آخرين في الحكومات، كالبرلمان أو الأحزاب السياسية، على المستويات المحلية والوطنية والدولية كافة».
عند الإشارة إلى البروباغاندا، تحدث هتلر عن الحاجة إلى أن تكون البروباغندا بأكملها شعبية، إلا أن محتواها الفكري يجب أن يبقى عند أدنى حدوده. وعوضًا عن ذلك، يجب أن تخاطب عواطف الشعب، ويجب أن تستند فعاليتها على الحد الذي تُستغل فيها عواطف الجماهير. 
بهذه الطريقة، ووفقًا لنظرية الهوية الاجتماعية، يمكن استخدام اللغة لتفريق المجتمع من خلال إنشاء جماعة داخلية وجماعة خارجية. وإضافة إلى ذلك، يمكن أن تُستخدم أيضًا للمبالغة حول خطورة حالة أو نبذ ديموغرافيا معينة.